# ستيف جونستون
ستيف جونستون (بالإنجليزية: Steve Johnston)‏ هو متسابق دراجات نارية أسترالي، ولد في 12 أكتوبر 1971 في كالغورلي في أستراليا.